# Ангеліна Парасковія Микитівна
Параско́вія Мики́тівна Анге́ліна (30 грудня 1912  (12 січня 1913) , Старобешеве, Богатирська волость, Маріупольський повіт, Катеринославська губернія, Російська імперія  — 21 січня 1959 , Москва ) — українська радянська діячка, механізаторка сільського господарства, бригадирка тракторної бригади Старобешівської МТС (колгоспу імені Сталіна) Старобешівського району Сталінської області, державна і громадська діячка. Двічі Герой Соціалістичної Праці (19.03.1947, 26.02.1958). Член ЦК КПУ (в 1938—1940 і 1949—1959 роках). Обиралася членом ЦК ВЛКСМ. Депутат Верховної Ради СРСР 1—5-го скликань.

## Біографія
Народилась в селі Старобешеве (Донеччина) в родині селянина-батрака — надазовського грека — Микити Ангеліна. З 1920 по 1921 рік наймитувала в заможних селян. З 1921 по 1922 рік працювала розносницею вугілля на шахті Олексієво-Роснянська. З 1923 по 1927 рік знову наймитувала в заможних селян.
У 1927—1929 роках — доярка, конюх в товаристві спільної обробки землі (потім — у колгоспі імені Леніна) Старобешівського району Донеччини.
У грудні 1930 року, на початку колективізації Паша Ангеліна, як називали її в народі, однією з перших серед жінок вступила на курси трактористів та опанувала нову техніку. З березня 1931 року — трактористка в колгоспі. Кандидат у члени ВКП(б) з 1931 року. Працювала також викладачем на курсах трактористів.
У 1933—1959 роках (протягом 26 років) — бригадирка жіночої тракторної бригади Старобешівської машинно-тракторної станції (МТС) Старобешівського району Донецької (Сталінської) області.
Член ВКП(б) з 1937 року.
У 1939—1940 роках навчалася в Московській сільськогосподарській академії імені Тімірязєва.
Під час німецько-радянської війни разом із тракторною бригадою була евакуйована до Казахської РСР, де працювала на полях колгоспу імені Будьонного аулу Теректи Західно-Казахстанської області. У 1943 році повернулася до Старобешівського району. Бригада Ангеліної була ініціатором соціалістичного змагання механізаторів за високі врожаї, високопродуктивне використання техніки, зниження собівартості тракторних робіт.
Делегат XVIII, XIX і XX з'їздів КПРС; делегат XIV, XVI, XVII, XVIII і XIX з'їздів КП України.
Автор книги «Люди колгоспних ланів» (1950).
Померла в кремлівській лікарні міста Москви. Похована в селищі Старобешеве на Донеччині.

## Нагороди
- двічі Герой Соціалістичної Праці (19.03.1947, 26.02.1958)
- три ордени Леніна (30.12.1935, 19.03.1947, 8.02.1954)
- орден Трудового Червоного Прапора (7.02.1939)
- медалі
- лауреат Сталінської премії ІІІ ст. (1946)